# فانتاسي ستار
فانتاسي ستار (بالإنجليزية: Phantasy Star)‏ هي سلسلة ألعاب فيديو تقمص أدوار وهي من ابتكار شركة سيجا بدأت في سنة 1987 على جهاز سيجا ماستر سيستم وكانت باسم فانتسي ستار، اللعبة هي خليط من الخيال العلمي والسحر والتكلنوجيا.

## وصلات خارجية
- الموقع الرسمي